# Unione europea occidentale
L'Unione europea occidentale, o UEO, era un'organizzazione internazionale regionale di sicurezza militare e cooperazione politica, nata con la modifica del 23 ottobre 1954 del trattato di Bruxelles del 17 marzo 1948. Durante la guerra fredda e corsa agli armamenti nucleari, il ruolo dell'UEO è gradualmente sfumato. Infine, l'unione fu sciolta nel 2011, in quanto resa obsoleta dall'Unione europea.
La struttura dell'UEO prevedeva un segretariato generale, un consiglio dei ministri, un'assemblea consultiva e un'agenzia di controllo degli armamenti, con funzione di controllo sulla produzione di armi negli Stati membri.

## Storia

### Creazione
Originariamente formata nel 1948 da Regno Unito, Francia, Belgio, Lussemburgo e Paesi Bassi, nel 1954 (in seguito al fallimento della Comunità europea di difesa) ne entrarono a far parte Italia e la Repubblica Federale Tedesca, allargandosi a partire dal 1990 fino a raggiungere 28 stati, membri a vario titolo.
Dal 1954 al 1973 l'UEO ha promosso lo sviluppo di cooperazioni tra i Paesi dell'Europa occidentale, ha giocato un ruolo nell'integrazione della Germania Ovest nell'Alleanza Atlantica, nel ritorno alla fiducia reciproca tra gli Stati dell'Europa occidentale attraverso il mutuo controllo degli armamenti, nella risoluzione del problema della Saar, nella consultazione tra i membri fondatori dell'UE ed il Regno Unito.

### Stato dormiente e riattivazione
Dal 1973 al 1984 in piena guerra fredda e corsa agli armamenti nucleari, il ruolo dell'UEO è gradualmente sfumato: il ruolo economico, sociale e culturale dell'organizzazione fu svolto dal Consiglio d'Europa, dalla CEE e, per quanto concerne la difesa, dalla NATO, pur conservando la propria competenza nella discussione e nel controllo delle politiche nazionali di difesa.
Nel 1984 l'UEO fu "riattivata": la Dichiarazione di Roma riconosceva che la definizione di un'identità europea di difesa e la graduale armonizzazione delle politiche di difesa era un obiettivo degli stati membri.

### Dichiarazione sull'Unione
Il 22 luglio 1997, il Consiglio dei ministri dell'Unione europea occidentale adottò la "Dichiarazione dell'Unione dell'Europa occidentale sul ruolo dell'Unione dell'Europa occidentale e le sue relazioni con l'Unione europea e con l'Alleanza Atlantica".
La dichiarazione fu poi allegata al trattato di Amsterdam e la sua parte conclusiva divenne poi un protocollo allo stesso trattato. La dichiarazione elevava l'istituzione al rango di "parte integrante del processo di sviluppo dell'Unione europea" (trattato di Amsterdam, Articolo J.7) pur conservando la propria autonomia istituzionale. Questo comma è stato poi soppresso con il trattato di Nizza.
Viene ribadito che l'UE desidera "creare una vera e propria identità europea in materia di sicurezza e di difesa" e che l'UEO "fornisce all'UE l'accesso ad una capacità operativa di difesa, in particolare nel contesto delle missioni di Petersberg".
La dichiarazione individua in sostanza un percorso di rafforzamento della collaborazione tra UE ed UEO nel campo della difesa, avvenuta attraverso la gestione delle prime missioni di Petersberg da parte dell'UEO (nel Golfo e nella ex Jugoslavia).
Dal 1988 al 2001 l'UEO si attivò infatti svolgendo alcune "Missioni di Petersberg", cioè missioni umanitarie, di mantenimento della pace, di ripristino della pace. In particolare le missioni svolte furono:
- Azione nel Golfo Persico (1988-1990)
- Operazioni nel contesto del conflitto jugoslavo (1992-1996)
  - Operazione Danubio in Ungheria e Romania
  - Contingente di polizia a Mostar (Bosnia-Erzegovina)
- Operazioni di gestione delle crisi (1997-2001)
  - Missione in Albania
  - Assistenza allo sminamento in Croazia
  - Gestione della sicurezza della missione in Kosovo

Dal 2001 la tendenza fu invece quella di un rafforzamento delle capacità proprie dell'UE nell'ambito della politica estera e di difesa (PESD). È stato infatti deciso il trasferimento delle capacità operative dell'UEO all'Unione: gli organi sussidiari dell'UEO, ossia l'Istituto dell'Unione europea per gli studi sulla sicurezza ed il Centro satellitare dell'Unione europea, sono usciti il 1º gennaio 2002 dall'ambito dell'organizzazione e sono diventati agenzie dell'UE. Sono stati poi decisi dei meccanismi automatici di coordinamento tra UE ed UEO: le presidenze UE e UEO sono temporalmente coordinate quando a presiedere l'UE è un membro della NATO, inoltre il segretario generale del Consiglio dell'Unione europea - Alto Rappresentante per la PESD viene designato automaticamente anche segretario generale dell'UEO. Le Missioni di Petersberg ancora attive vengono gestite direttamente dall'UE.
Il trattato di Nizza del 2001 ha infatti soppresso alcune disposizioni del trattato sull'Unione europea relative alle relazioni tra l'UEO e quest'ultima. La difesa collettiva, in origine di competenza dell'UEO, è ora entrata a far parte delle competenze dell'Organizzazione del Trattato dell'Atlantico del Nord (NATO).

### Dissoluzione
La clausola di mutua difesa della UEO è stata incorporata nell'art. 42(7) del trattato sull'Unione europea, da parte del trattato di Lisbona in vigore dal 1º dicembre 2009. In seguito all'entrata in vigore di tale trattato si è molto discusso su cosa fare dell'UEO, contemplando tra le varie ipotesi anche il suo smantellamento. Il 30 marzo 2010, in una nota scritta, il ministro inglese per l'Europa Chris Bryant dichiarava che il Regno Unito intendeva ritirarsi dalla UEO entro un anno, mentre il giorno successivo il Ministero degli esteri tedesco annunciava l'intenzione della Germania di recedere dall'UEO: lo stesso giorno la presidenza spagnola della UEO, a nome degli Stati membri, proclamava la decisione collettiva di "terminare" il trattato causandone così la dissoluzione entro la fine di giugno 2011. Le residue attività dell'organizzazione cessarono il 1º luglio e vennero trasferite all'Unione europea.

## Paesi membri
Membri
     Membri associati
     Osservatori
     Partner associati

Membri
Membri associati
Osservatori
Partner associati

L'Unione Europea Occidentale contava 10 Stati membri, 6 membri associati, 5 Paesi osservatori e 7 partner associati:
Membri: (modifica al Trattato di Bruxelles - 1954)
Membri sia della NATO che dell'Unione europea, i soli Stati con pieni poteri di voto.
- Francia
- Germania
- Italia
- Regno Unito
- Belgio
- Paesi Bassi
- Lussemburgo
- Portogallo e Spagna, dal 27 marzo 1990
- Grecia, dal 6 marzo 1995

Membri associati: (Roma - 1992)
Condizione creata per includere i Paesi europei membri della NATO ma non della UE; nel 2004 Polonia, Repubblica Ceca e Ungheria sono comunque entrati a far parte dell'UE.
- Turchia
- Norvegia
- Islanda
- Polonia, Repubblica Ceca ed Ungheria, dal 1999

Paesi osservatori: (Roma - 1992)
Membri dell'UE ma non della NATO (tranne la Danimarca, che era membro di entrambi, e la Svezia, entrata nella NATO nel 2024).
- Danimarca
- Irlanda
- Austria, Finlandia e Svezia, dal 1995

Partner associati: (Kirchberg - 1994)
Erano esterni sia alla NATO sia alla UE. Dal 1994 in poi tutti questi Paesi sono comunque entrati a far parte sia della NATO sia dell'UE.
- Estonia
- Lettonia
- Lituania
- Slovacchia
- Bulgaria
- Romania
- Slovenia, dal 1996